# 神偷次世代
《神偷次世代》是2000年出品的一部香港電影，由葉偉信執導，黎明、陳小春、舒淇、杜德偉、鄭雪兒、李燦森、王合喜、尹子維等演出，在香港、吉隆坡及怡保進行拍攝 ，於2000年11月24日在香港上映。

## 情節介紹
電影內容講述Mac、Bird、Sam和Michelle是國際神偷組織的頂尖成員，Mac和Bird身手敏捷，Sam的偷竊技巧一流，而Michelle則是一名電腦專家，他們四人向來合作無間，能夠完成各種艱巨的任務。以Mac為首的神偷組織接到新任務，負責到馬來西亞監察科學家金元正，目標是偷去一種剛剛完成研究的治癌藥物。四人潛入藥廠，以為任務成功之際卻遭到埋伏，原來任務是一個騙局。四人成功逃脫，Mac遇見一個神秘女子June，使他想起自己的女友被舊拍檔出賣而死的往事。June擁有一個火柴盒，是破解謎團的重要線索。

## 主要角色
以下是電影《神偷次世代》的主要演員及其所飾演的角色簡介：
- 黎明－Mac，神偷組織的領袖，把隊員視為親人搬照顧。
- 陳小春－Bird，神偷組織的隊員。
- 舒淇－June，蘇圖的女友，被蘇圖利用之後殺害
- 李燦森－Sam，神偷組織的隊員。
- 鄭雪兒－Michelle，神偷組織的隊員。
- 吳天瑜－Apple，Mac的女友，被蘇圖殺害
- 杜德偉－蘇圖，因貪生怕死，出賣Mac的前隊員而遭Mac槍殺。
- 龍剛－金元正，藥廠老闆。
- 尹子維－阿龍

## 電影歌曲
《神偷次世代電影原聲大碟》於2001年發行，專輯收錄了十八首《神偷次世代》的原聲音樂。